# Stig Lindberg

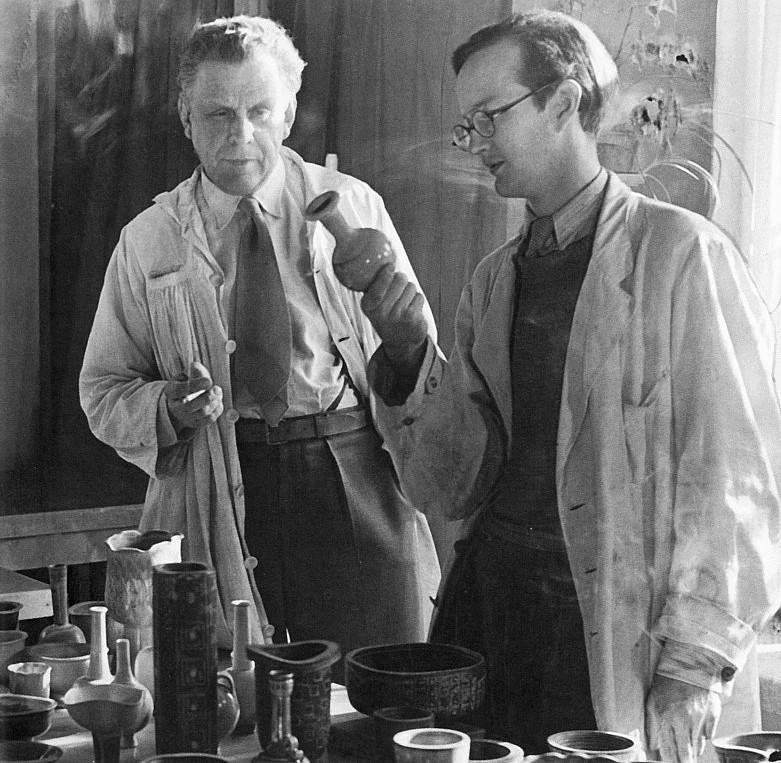
Wilhelm Kåge och Stig Lindberg, 1945.

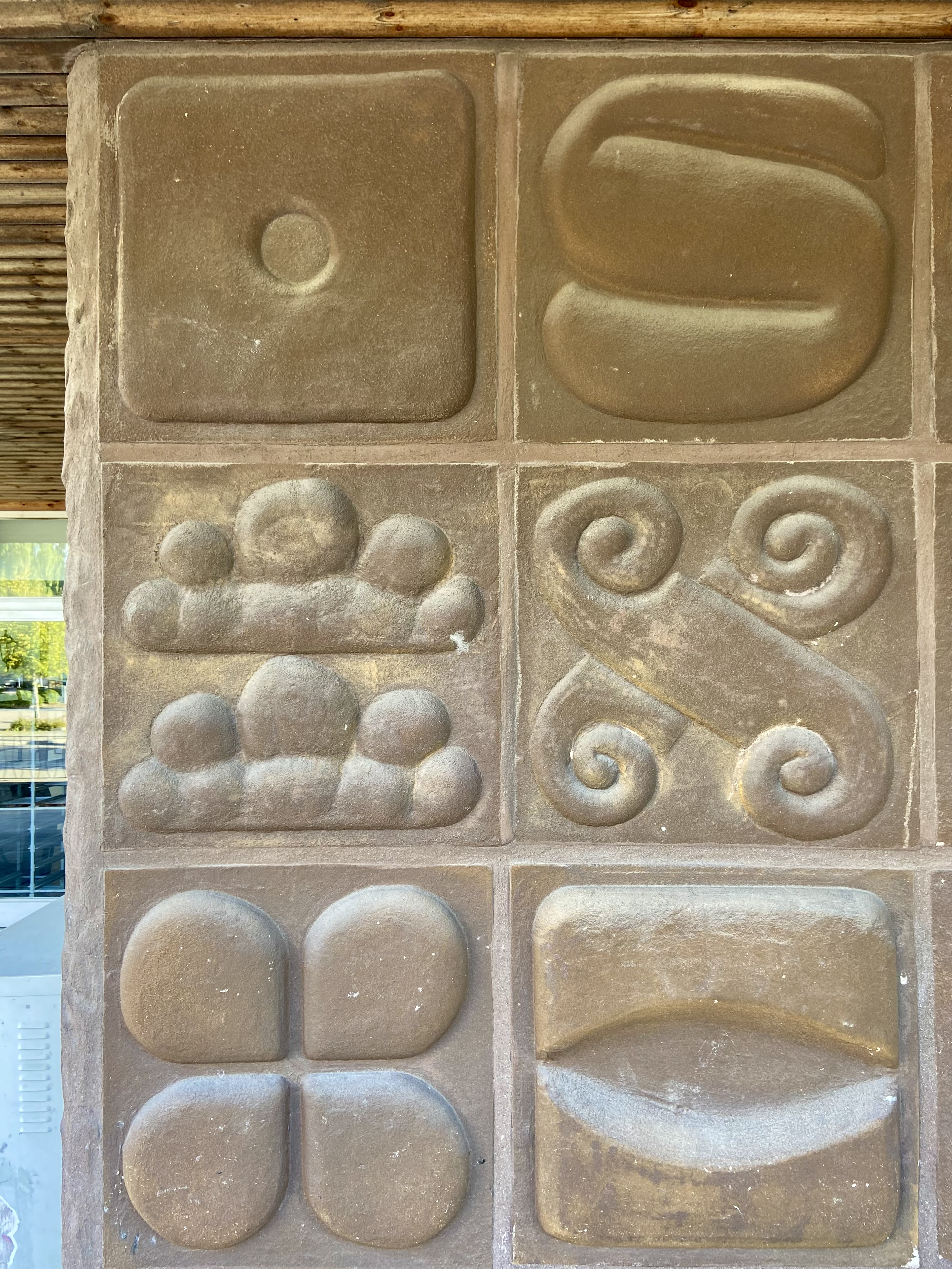
Fagersta centrum, f d Domus. Blommor och bröd av Stig Lindberg 1974. Verket listades i fel stad (Ludvika istället för Fagersta) i ett referensverk redan 1975 och antogs vara "försvunnet" vid konstinventeringar. Verket består av 40 st sandgjutna fasadplattor som är placerade över två väggytor. Foto: Annika Hansson Wretman september 2024

Stig Lindberg, född 17 augusti 1916 i Umeå, död 7 april 1982 i San Felice Circeo i Italien, var en svensk formgivare och illustratör. Från 1949 till 1957 var han konstnärlig ledare på Gustavsbergs porslinsfabrik. Några av hans mest kända serviser är Adam, Berså och Spisa Ribb. Han illustrerade också barnböcker, till exempel Lennart Hellsings Nyfiken i en strut från 1947 med bland andra Krakel Spektakel och Herr Gurka.

## Uppväxt och studier
Stig Lindberg föddes som det yngsta av fem barn till Helof och Lydia Lindberg. Han tog studenten 1935 i Jönköping och började samma år på Tekniska skolan i Stockholm. År 1936 hade han sin första kontakt med Gustavsbergs porslinsfabrik. Fabriken gick dåligt och chefen för fabriken, Axel Odelberg, kunde inte ens lova en sommarpraktikantanställning, varpå den självsäkre unge Lindberg svarade: "Om ni anställer mig så skall jag se till att det blir jobb på fabriken". Under två sommarmånader fick han visa för Gustavsbergs konstnärlige ledare Wilhelm Kåge vad han kunde och blev därefter Kåges elev.

## Liv och verk

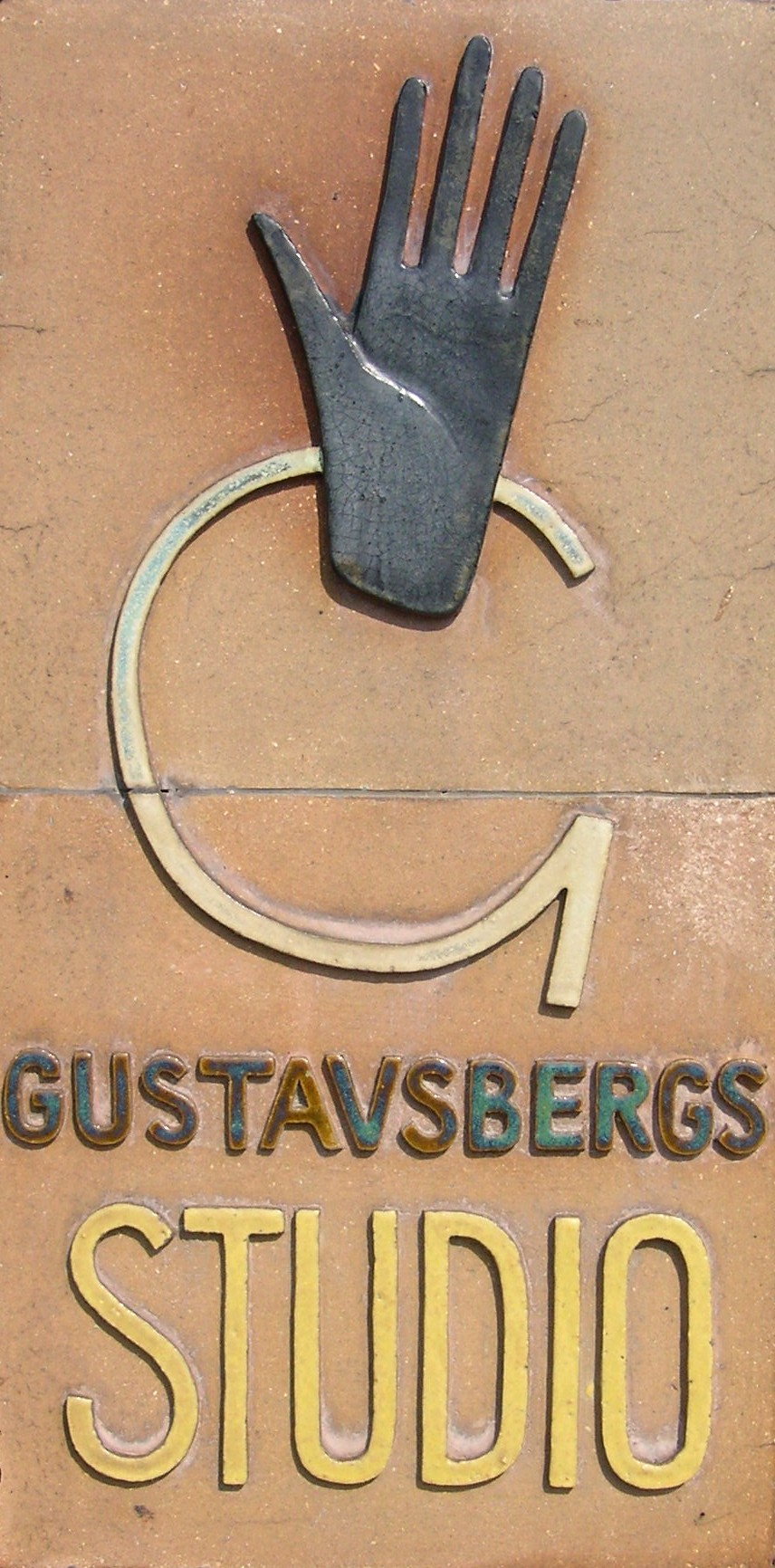
Gustavsbergs "Studio".

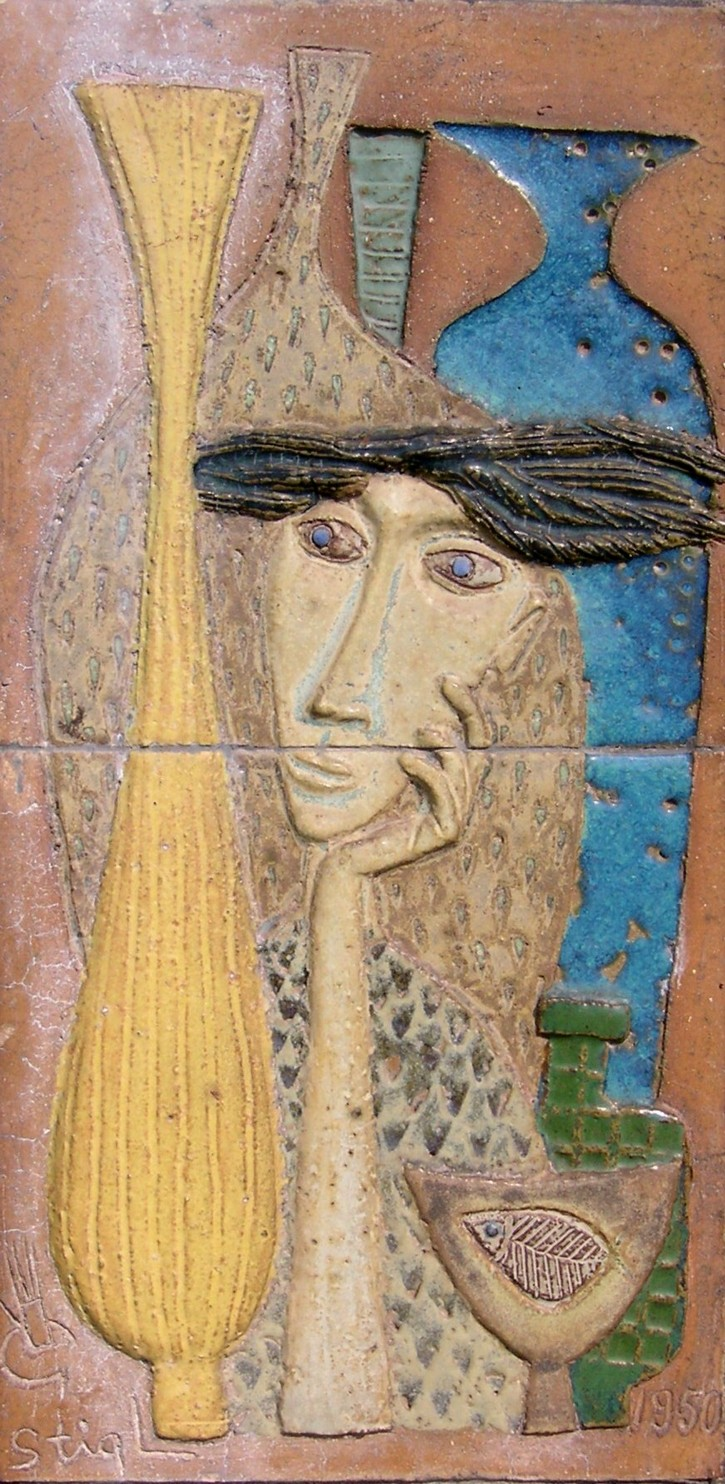
Gustavsbergs "Studio".

Under tidigt 1940-tal formgav Lindberg skulpturer i chamotte som Susanna i badet och trädkvinnan Daphne. Ett urval av dessa gjordes sedan i parian under 1970-talet. Redan 1942 blev Stig Lindbergs fajanser kända genom utställningen "Fajanser målade i vår". Åren 1947–1949 formgav han glas åt Målerås glasbruk och textilier åt Nordiska Kompaniet (NK), och arbetade samtidigt som bokillustratör bland annat illustrerade han Britt G. Hallqvists ABC. 1949 efterträdde han Wilhelm Kåge som konstnärlig ledare på Gustavsberg. Under de följande åren introducerade han flera nya keramikserier som den eleganta Pungo (1953), den grafiska Domino (1955), den flamfasta Terma (1955) och en mängd vardagsporslin. På Gustavsberg tillverkades även föremål i plast som Lindberg formgav, till exempel serveringsbrickan Kvartett (1959), termosen Termic (1957) och sparbössan Skotten för Handelsbanken. Han ritade vidare spelkort, textilmönster och omslagspapper.
År 1957 lämnade Lindberg arbetet som konstnärlig ledare på Gustavsberg och blev huvudlärare i keramik vid Konstfack fram till 1972. Två av hans mera kända elever är glaskonstnärerna Ulrica Hydman-Vallien och Bertil Vallien. Under denna tid formgav han glas åt Kosta glasbruk och danska Holmegaard Glasværk, samtidigt som han designade vardagsporslin och mycket annat för Gustavsberg.
Några av hans mer kända serviser är Adam, Aveny, Berså, Birka, Coq, Kanton, Linnea, Löv, Spisa Ribb, Traktör och Åland. Han fortsatte att illustrera barnböcker, till exempel Lennart Hellsings Nyfiken i en strut och Krakel Spektakel.
Stig Lindberg arbetade också som industridesigner. År 1959 formgav han en TV-apparat med vridbar skärm, Lumavision, för Luma och 1962 en transistorradio till samma företag. Han gjorde också ett antal offentliga verk, där hans sista arbete var två keramiska väggar i Hotell Al Rashid i Bagdad 1981.
Åren 1971–1980 var Stig Lindberg för en andra period konstnärlig ledare på Gustavsberg. Därefter flyttade han till Italien, där han, liksom i sin sommarbostad i Domsten, fortsatte att arbeta i egen studio. År 1974 insjuknade han i lungcancer, men återhämtade sig. År 1978 formgav Stig Lindberg två bronsskulpturer för Scandia Present AB, "Månfisken" och "Solfågeln". Han lämnade efter sig en rik produktion av former, färger och illustrationer som inte återspeglar det typiskt strama och svala skandinaviska, utan är mera lekfull, färgglatt och humoristiskt.

## Offentliga verk i urval
- Fasadmålningar i stål och emalj, 1963, Hagaskolan i Västerås (numera nedplockade)
- Funderingar i väntrum, en 38 meter lång komposition i sandgjutet stengods, Nacka sjukhus 1962-64
- Sekvens, förgyllt järn, Alfa Laval i Tumba, 1965
- Mitt i Cirkus, Ekedalsskolan i Gustavsberg, 1969[15]
- Fontänskulptur i kopparplåt, 1976, Renmarkstorget i Umeå
- Blommor och bröd, väggdekorationer i stengods, 1974, Domus i Fagersta. Redan ett år efter uppförandet av verket, listades konstverket i fel stad – Ludvika i stället för Fagersta. Felet "etablerades" i ett referensverk som gavs ut 1975, med anledning av Gustavsbergs 150-årsjubileum. Felet upprepades sedan under nästan femtio år, i bok efter bok om Stig Lindberg. Det gav upphov till uppfattningen/konstaterandet vid konstinventeringar att verket var försvunnet (tagits bort). Verket "återfanns" i september 2024 när  felet upptäcktes av en privatperson som också överlämnade ärendet och egna efterforskningar till byggantikvarier på avdelningen för Kulturmiljö på Västmanlands läns museum.[16]

## Utmärkelser i urval
- 1948 Guldmedalj Triennalen

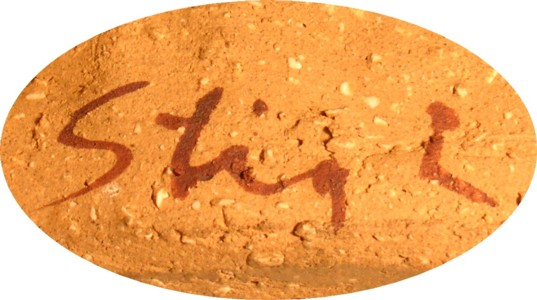
Stig Lindbergs signatur i början av 1940-talet.

- 1951 och 1954 Grand Prix Triennalen
- 1954 Guldmedalj Konstindustriutställningen Madrid
- 1955 Guldmedalj vid Första Internationella Keramikfestivalen i Cannes
- 1962 Guldmedalj vid Första Internationella Keramikfestivalen i Prag
- 1968 Prins Eugen-medaljen
- 1970 Hedersprofessor av regeringen

## Samlingar
Lindbergs arbeten finns bland annat på:

- Gustavsbergs Porslinsmuseum, Gustavsberg
- Nationalmuseum, Stockholm[17]
- Nordiska museet[18] Stockholm
- Röhsska museet[19], Göteborg
- Bohusläns museum[20]
- Moderna museet[21]
- Vänersborgs museum[22]
- Sundsvalls museum[23]
- Mölndals stadsmuseum[24]
- Hallands konstmuseum[25]
- Smålands museum[26]
- Tekniska museet[27]
- Kalmar läns museum[28]
- Enköpings museum[29]
- Örebro läns museum[30]
- Helsingborgs museum[31]
- Kulturen[32]
- Vänermuseet[33]
- Sörmlands museum[34]
- Örebro läns museum[35]
- Jamtli[36]
- Malmö museum[37]
- Skånes medicinhistoriska samlingar[38]
- Regionmuseet Kristianstad[39]
- Nordenfjeldske Kunstindustrimuseum, Trondheim
- Museum of Modern Art[40], New York
- Victoria and Albert Museum,[41], London
- Nasjonalmuseet[42]
- Museum Boijmans Van Beuningen[43]
- Art Institute of Chicago
- National Gallery of Victoria[44]
- British Museum[45]
- Cleveland Museum of Art[46]
- Philadelphia Museum of Art[47]
- Minneapolis Institute of Art[48]

## Bildgalleri

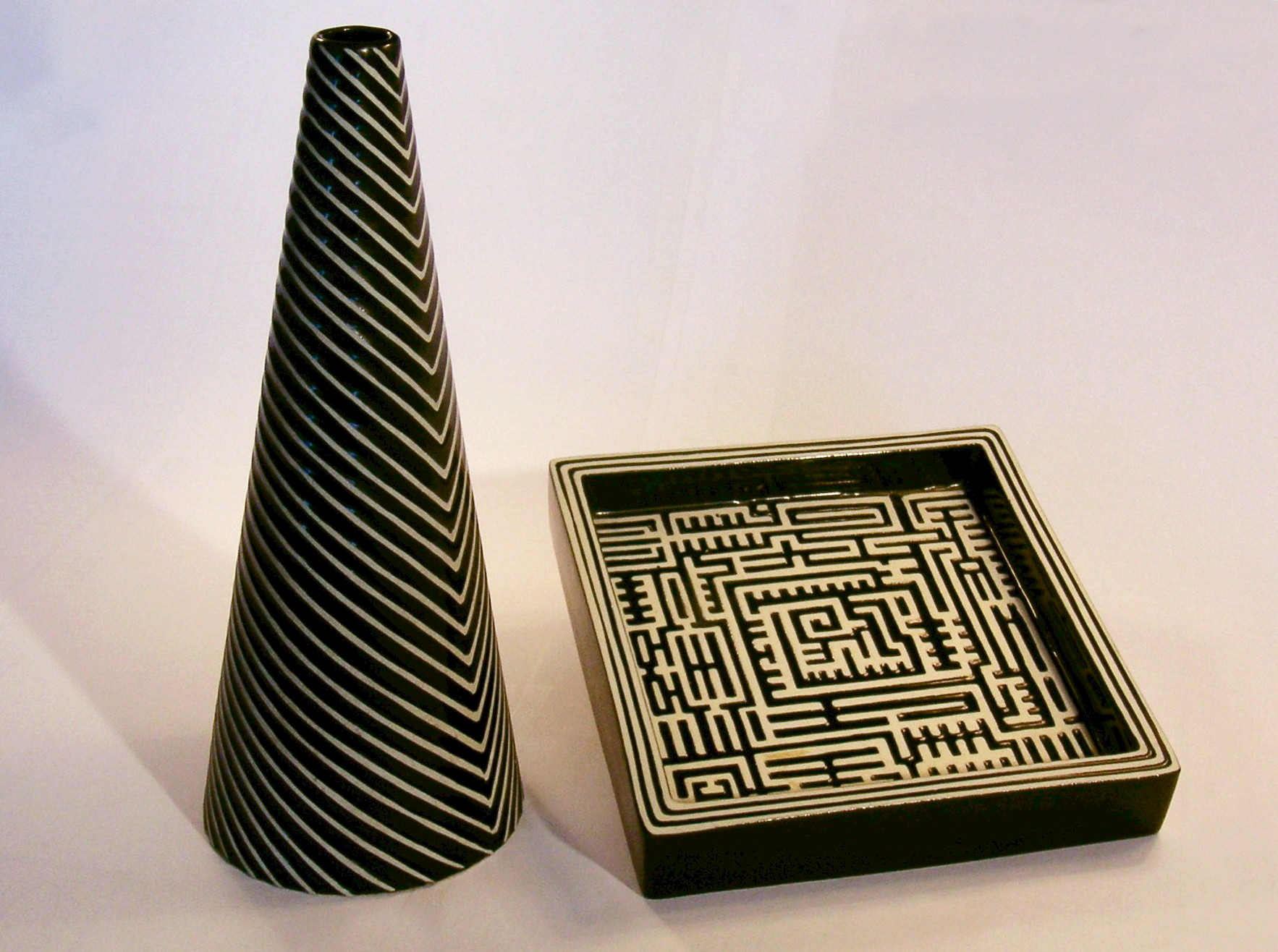
Domino
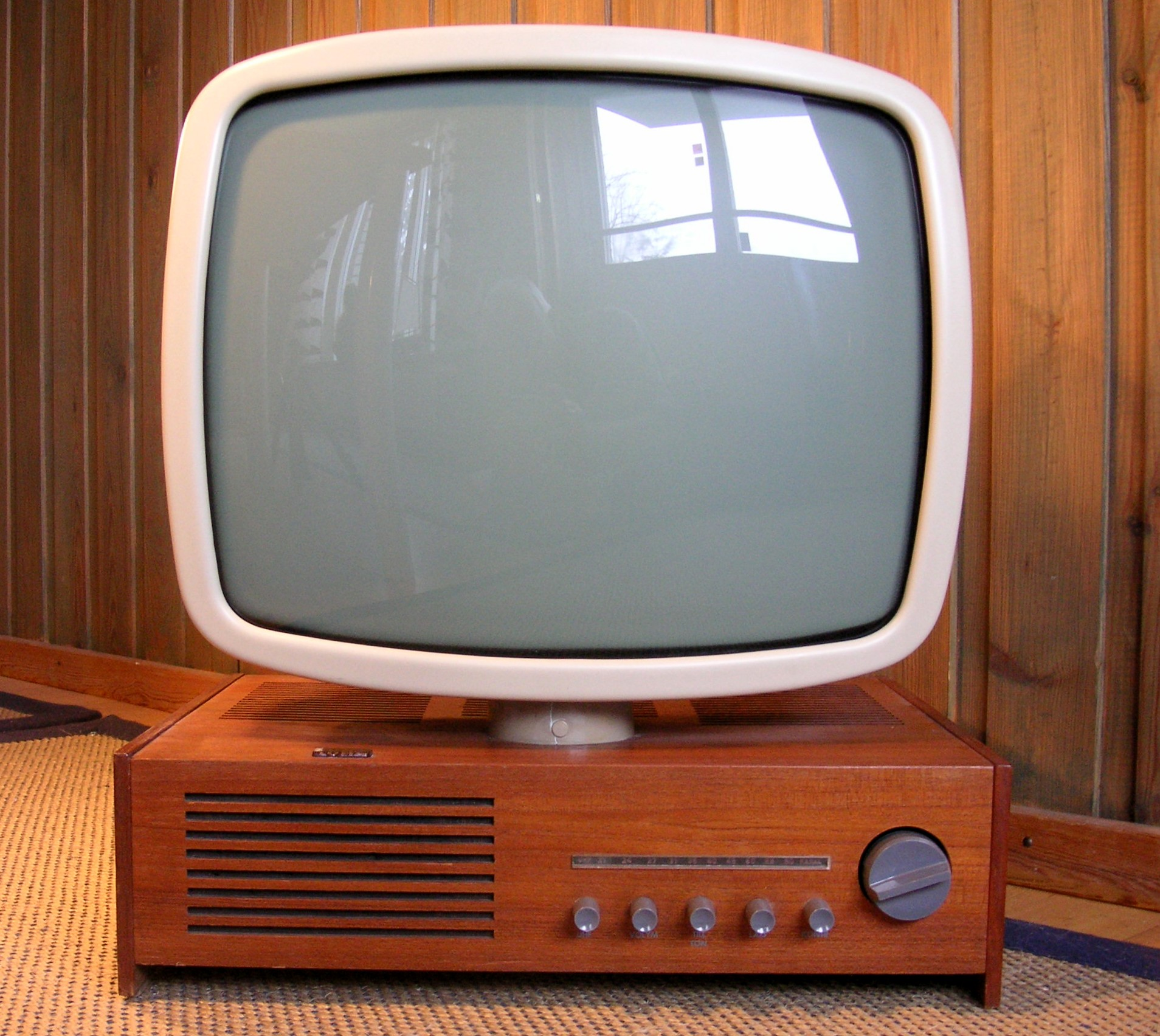
Lumavision LT 104
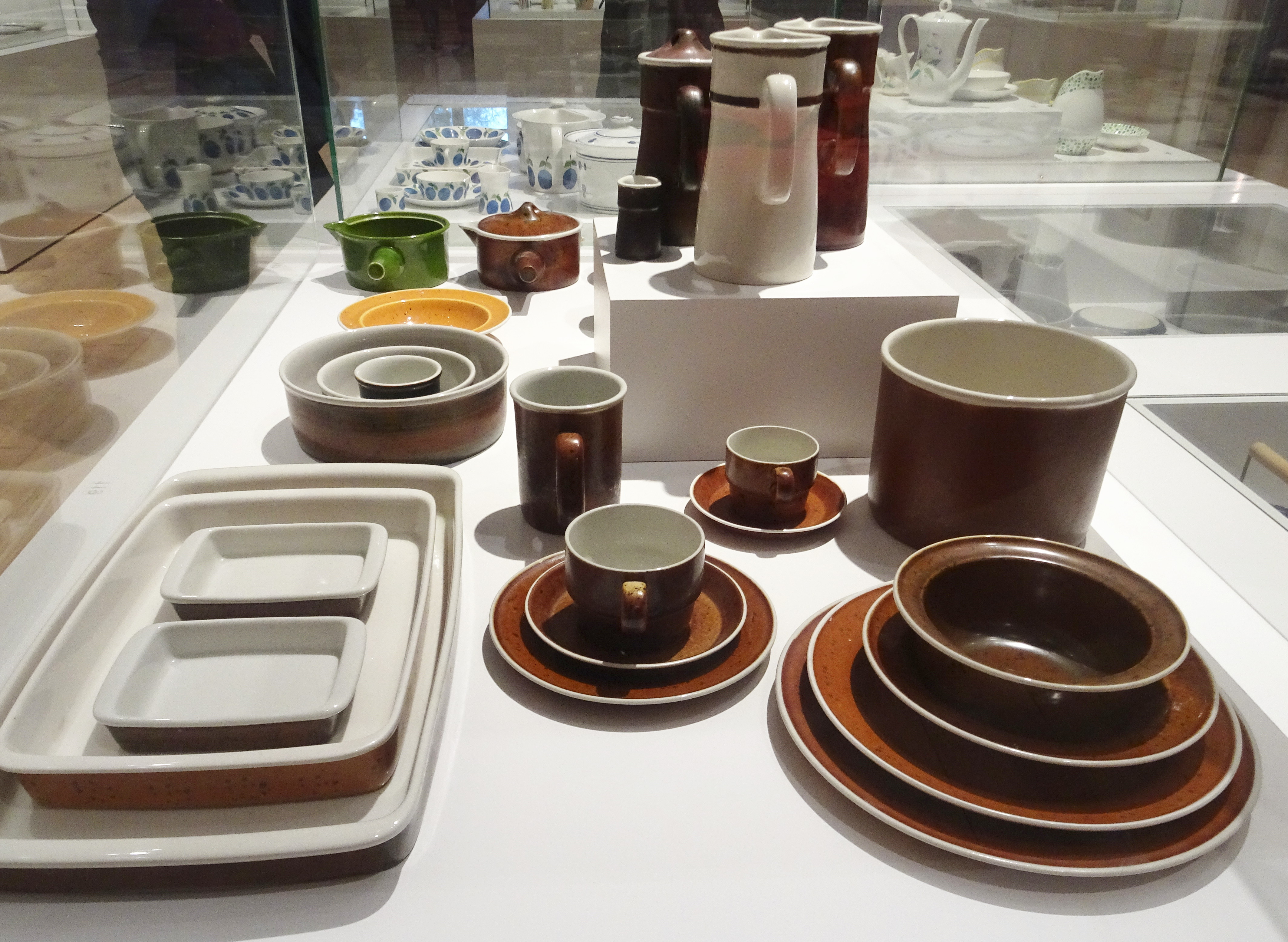
Coq från 1970-talet
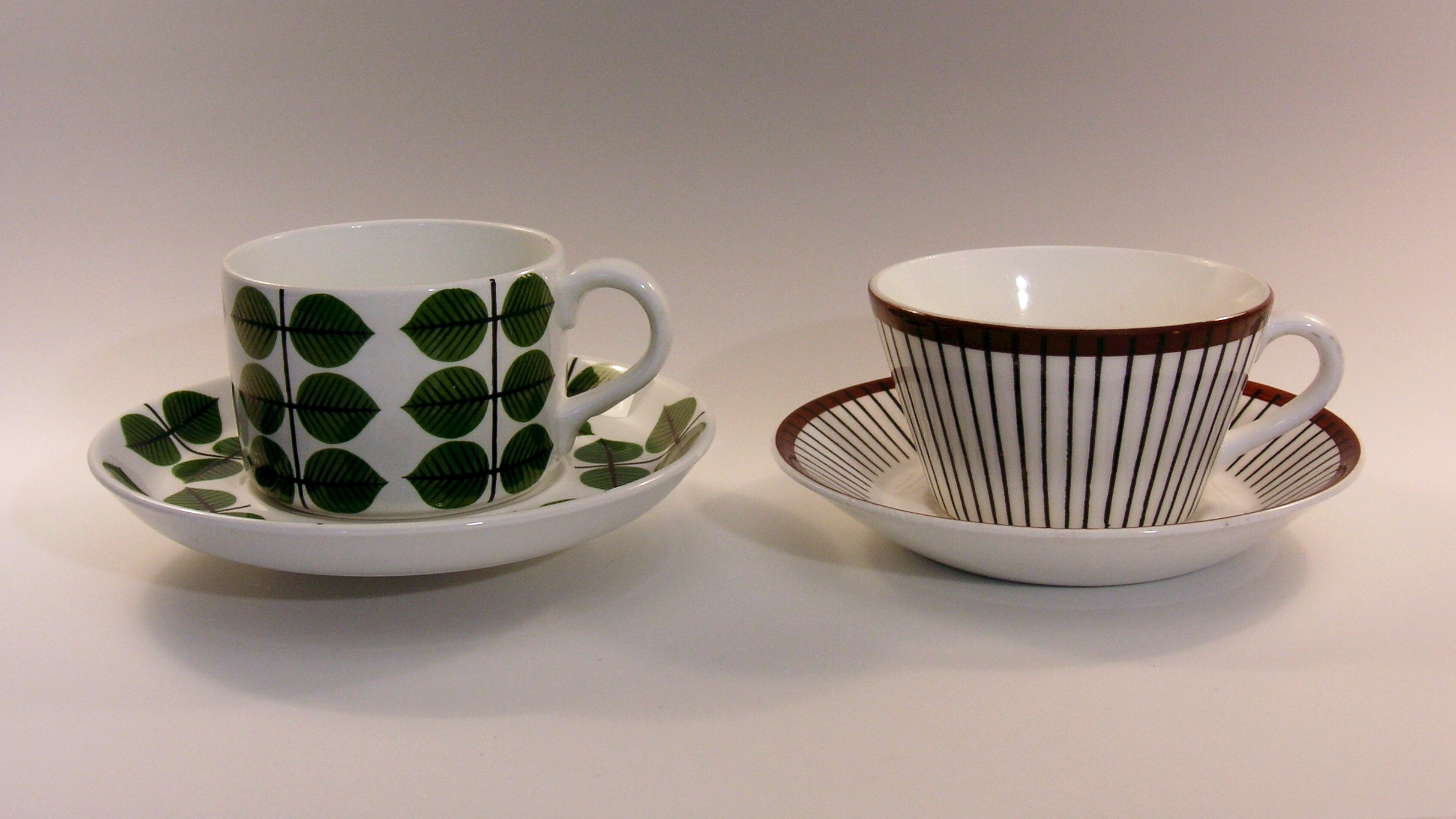
Kopp Berså och Spisa Ribb
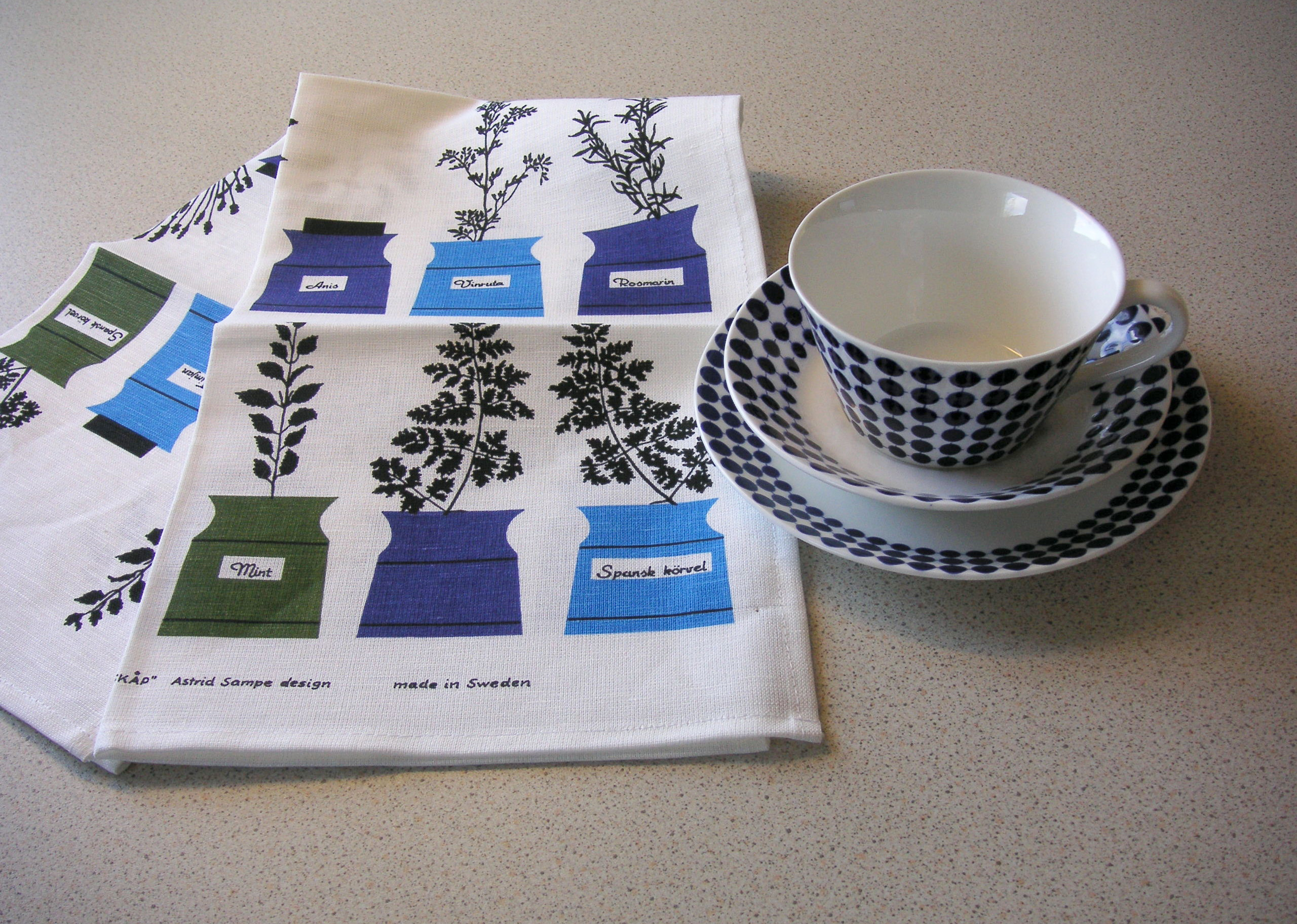
Astrid Sampes köksduk "Persons kryddskåp" och Lindbergs "Adam"
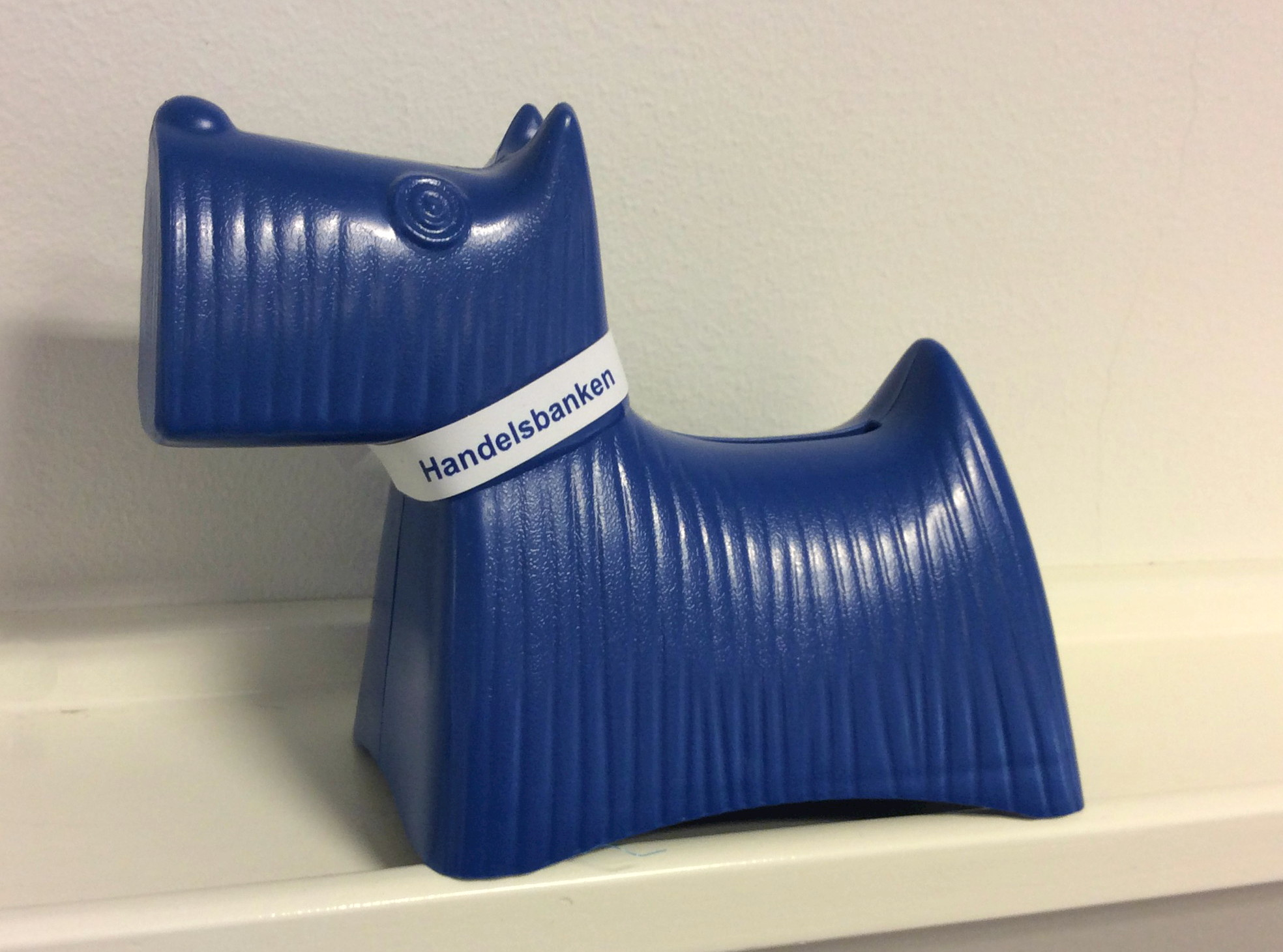
Plastsparbössan Skotten
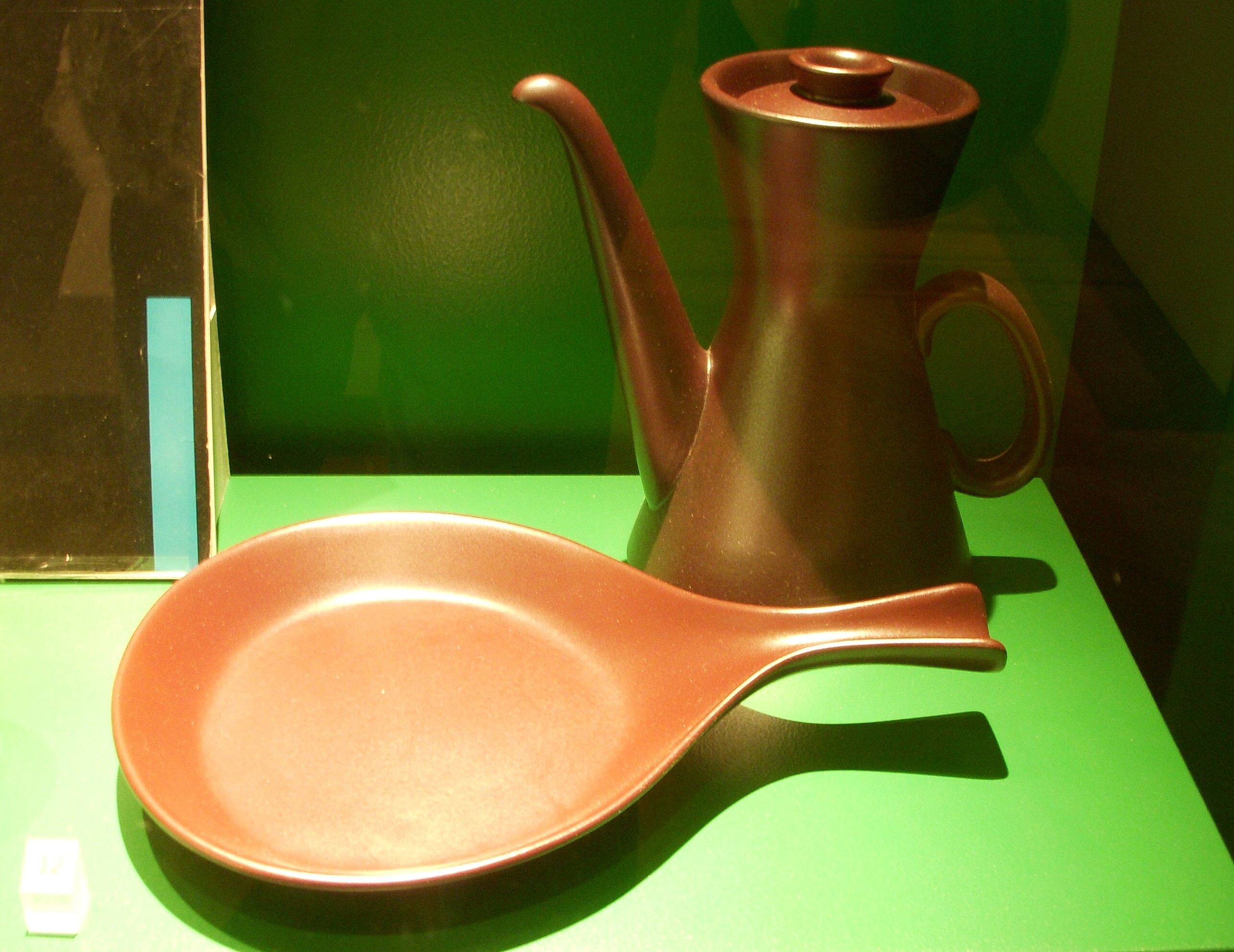
Terma, eldfast serie
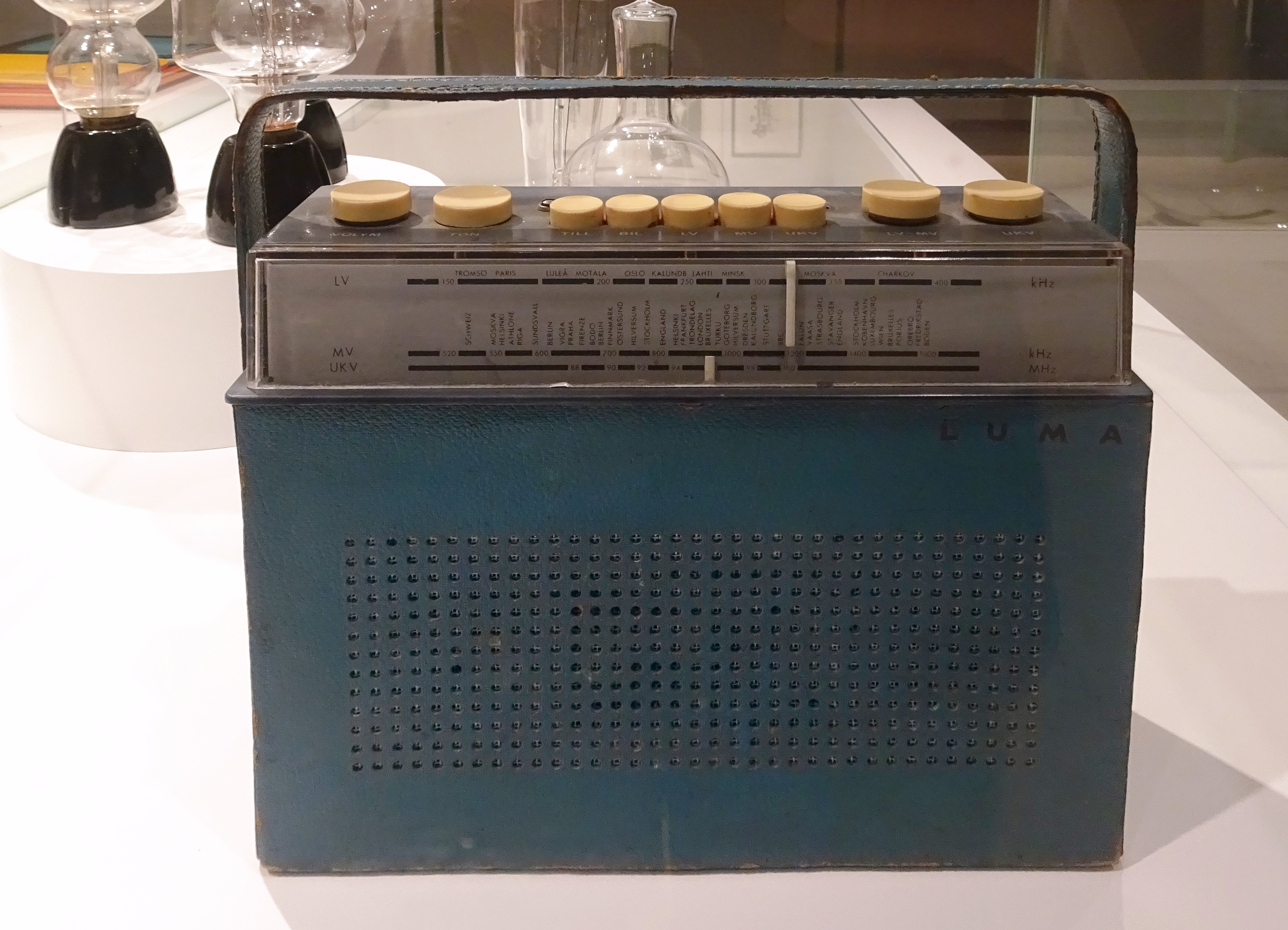
Transistorradio för Luma 1962.